# Doug Braithwaite
Doug Braithwaite és un autor de còmics britànic.

## Carrera
Braithwaite va començar a treballar en còmics britànics, com 2000 AD i A1, però és més conegut pels seus treballs a Marvel Comics a les continuacions de Earth X, Universe X i Paradise X (amb Alex Ross i Jim Krueger), així com per The Punisher Kills the Marvel Universe i Punisher: MAX #13–18, amb Garth Ennis. Havia estat exclusiu a DC però el 2008 va anunciar que quan acabés aquest acord, signaria com a exclusiu a Marvel durant tres anys i el seu primer projecte seria Secret Invasion: Thor amb Matt Fraction.
Mentre era a DC va treballar amb Ross i Krueger de nou en la sèrie limitada de dotze exemplars de Justice.
A més, ha il·lustrat temes de Ghost per a Dark Horse Comics i Archer & Armstrong, per a Valiant Comics.
El 2008 va il·lustrar una sèrie de quatre temes de The Brave and the Bold amb David Hine.
El 9 d'abril de 2011, Braithwaite va ser un dels 62 creadors de còmics que van aparèixer a la mostra d'IGN a la convenció Kapow! de Londres per establir dos Guinness World Records, la producció més ràpida d'un còmic i el màxim de col·laboradors d'un còmic. Amb representants dels Guinness per supervisar el seu progrés, l'escriptor Mark Millar va començar a treballar a les 9 del matí escrivint un còmic en blanc i negre de 20 pàgines anomenat Superior, amb Braithwaite i els altres artistes que apareixen durant tot el dia per treballar els llapis, les tintes i les lletres, incloent-hi Dave Gibbons, Frank Quitely, John Romita Jr., Jock, Ian Churchill, Olivier Coipel, Duncan Fegredo, Simon Furman, David Lafuente, John McCrea, Sean Phillips i Liam Sharp, que tots van dibuixar un panell cadascun, amb l'artista regular de Superior Leinil Yu creant la portada del llibre. El llibre es va completar en 11 hores, 19 minuts i 38 segons, i es va publicar a través d'Icon el 23 de novembre de 2011, i es van donar tots els beneficis a la Yorkhill Children's Foundation.

### Rebuda
L'art de Braithwaite a Journey into Mystery en el guió de "Fear Itself" el 2011 va ser molt aclamat.

### 2000 AD
- Tyranny Rex: "Systems of Romance" (amb John Smith, 2000 AD Sci-Fi Special 1989)
- Judge Hershey: "True Brit" (amb Alan Grant, Judge Dredd Mega Special 1989)
- Judge Dredd:
  - "Lockin' Up the House" (amb Alan Grant, a 2000 AD No. 619, 1989)
  - "Confessions of a Rottweiller " (amb John Wagner, a 2000 AD #648–649, 1989)
- Rogue Trooper (Friday): "Gaia" (amb Steve White, Rogue Trooper Action Special, 1996)

### DC Comics
- Doom Patrol No. 25 (amb Grant Morrison, DC Comics, 1987)
- Legion of Super-Heroes Annual No. 1 (DC Comics, 1990)
- Batman: Legends of the Dark Knight #80–82 (Feb–May 1996)
- Azrael #29–30 (amb Dennis O'Neil, DC Comics, 1997)
- The Flash Annual No. 12 (DC Comics, 1999)
- Supermen of America #1–5 (DC Comics, 2000)
- Justice #1–12 (amb Alex Ross, DC Comics, 2007)
- The Flash No. 231 (DC Comics, 2007)
- Green Arrow #118–137 (DC Comics, 1998)
- The Brave and the Bold #19–22 (amb David Hine, DC Comics, 2008–2009, pròximament)
- Shadowpact No. 17 DC Comics, (2007)

#### Cobertes
- Batman: Legends of the Dark Knight #80–82 (DC Comics, 1996)
- Batman and the Outsiders #1-actualitat (DC Comics, 2007-ongoing)

### Image Comics
- Storm Dogs #1–6 (amb David Hine, 2012-2013)

### Marvel Comics
- Captain America (amb Mark Waid, Marvel Comics)
- Incredible Hulk #66–76 (Marvel Comics, 2004)
- Punisher #13–18 (Marvel Comics, 2005)
- Secret Invasion: Thor (amb Matt Fraction, Minisèrie de 3 exemplars, 2008)
- "Survivors" (amb Rob Williams, a X-Men: Curse of the Mutants – X-Men vs. Vampires mini-sèrie de dos exemplars, Marvel Comics, Setembre 2010)
- Journey into Mystery #622–626 (Marvel Comics, 2011)

#### Cobertes
- Punisher: Armory #4–7

### Valiant Comics
- Operation: Stormbreaker #1 (Acclaim Comics, 1997)
- Unity #1-4 (Valiant Entertainment, 2013-2014)
- Armor Hunters #1-4 (Valiant Entertainment, 2014)
- Imperium #1-4 (Valiant Entertainment, 2015)
- Book of Death #1-4 (Valiant Entertainment, 2015)
- Book of Death: The Fall of Bloodshot #1 (Valiant Entertainment, 2015)
- Ninjak #10-13 (Valiant Entertainment, 2015-2016)
- 4001 A.D.: Bloodshot #1 (Valiant Entertainment, 2016)
- Bloodshot U.S.A. #1-4 (Valiant Entertainment, 2016)
- X-O Manowar 2017 (Volume 4) #4-6 (Valiant Entertainment, 2017)